# 凌漢 (演員)
凌漢（英語：Ling Hon、?—），香港著名甘草演員，1950年代入行，早期任職邵氏電影公司的編劇，後兼職擔任演員，多于國語電影中飾演配角及閑角。1970年代後，凌漢先後加入佳藝電視、麗的電視（即現今的亞洲電視）及無線電視成為基本藝員，其後長期于劇集中飾演街坊、看更及外省人等閑角，有時甚至一人飾演多角。

## 演出作品
*以下列表只記錄凌漢演出過的影視作品，若有遺漏，請協助補充相關資料。

### 電視劇（佳藝電視）
- 1976年：射鵰英雄傳 飾 鐵木真(成吉思汗)
- 1976年：白髮魔女傳 飾 熊廷弼

### 電視劇（麗的電視／亞洲電視）
- 1979年：奇女子 飾 羅威
- 1980年：大地恩情 飾 謝雞
- 1980年：彩雲深處 飾 楊公子
- 1983年：再向虎山行 飾 呂廳長
- 1984年：醉拳王無忌 飾 大夫

### 電視劇（無綫電視）
| 首播   | 名稱                       | 角色                                         | 備註                       |
| 1982年 | 香城浪子                   | 車先生                                       |                            |
| 1982年 | 花艇小英雄                 | 七叔                                         |                            |
| 1982年 | 獵鷹                       | 阿德                                         |                            |
| 1983年 | 再見十九歲                 | 康若恒父                                     |                            |
| 1983年 | 賴布衣                     |                                              |                            |
| 1985年 | 武林世家                   |                                              |                            |
| 1985年 | 新紮師兄續集 香港85 第47集 | 七哥 上海佬                                  |                            |
| 1986年 | 賊公阿牛                   |                                              |                            |
| 1986年 | 神勇CID                    |                                              |                            |
| 1986年 | 薛剛反唐                   |                                              |                            |
| 1986年 | 黃大仙                     |                                              |                            |
| 1986年 | 小島風雲                   |                                              |                            |
| 1986年 | 黃金十年                   |                                              |                            |
| 1987年 | 鄭成功                     |                                              |                            |
| 1987年 | 生命之旅                   |                                              |                            |
| 1987年 | 奇門鬼谷                   | 鄒大夫                                       |                            |
| 1988年 | 鬥氣一族                   |                                              |                            |
| 1988年 | 太平天國                   | 鄭祖琛                                       |                            |
| 1988年 | 大茶園                     | 陳老爺                                       |                            |
| 1989年 | 摩登小寶                   |                                              |                            |
| 1989年 | 花月佳期                   |                                              |                            |
| 1989年 | 香港雲起時                 |                                              |                            |
| 1989年 | 無冕急先鋒                 |                                              |                            |
| 1989年 | 晉文公傳奇                 | 公孫枝                                       |                            |
| 1989年 | 孖仔孖心肝                 | 古玉小販                                     |                            |
| 1989年 | 天涯歌女                   | 鄧老闆                                       |                            |
| 1989年 | 連城訣                     | 吐蕃王                                       |                            |
| 1989年 | 他來自江湖                 | 黑幫社團長輩                                 |                            |
| 1990年 | 人在邊緣                   | 校長                                         |                            |
| 1990年 | 成功路上                   |                                              |                            |
| 1990年 | 香港蛙人                   | 工友                                         |                            |
| 1990年 | 水鄉危情                   |                                              |                            |
| 1990年 | 烏金血劍                   | 唐家家丁                                     |                            |
| 1990年 | 午夜太陽                   | 阿財                                         |                            |
| 1990年 | 燃燒歲月                   | 公公                                         |                            |
| 1990年 | 我本善良                   | 錦叔                                         |                            |
| 1991年 | 男盜女差                   | 伯伯、茶餐廳伙計                             |                            |
| 1991年 | 浪族闊少爺                 | 花王                                         |                            |
| 1991年 | 藍色風暴                   | 臺灣人                                       |                            |
| 1991年 | 老友鬼鬼                   | 尚進                                         |                            |
| 1991年 | 與郎共舞                   | 露宿者                                       |                            |
| 1991年 | 日月神劍                   |                                              |                            |
| 1991年 | 我係黃飛鴻                 | 財叔                                         |                            |
| 1991年 | 今生無悔                   | 宋先生                                       |                            |
| 1991年 | 怒海孤鴻                   | 王廠長                                       |                            |
| 1991年 | 三八佳人                   | 醉漢                                         |                            |
| 1991年 | 皇家鐵馬                   | 鄧伯                                         |                            |
| 1991年 | 月兒彎彎照九州             | 程二爺                                       |                            |
| 1991年 | 命運快車                   | 幫會頭甲                                     |                            |
| 1991年 | 情陷特區                   | 蕭生                                         |                            |
| 1991年 | 大家族                     | 游寶春                                       |                            |
| 1991年 | 卡拉屋企                   | 咀伯                                         |                            |
| 1992年 | 龍的天空                   | 福伯                                         |                            |
| 1992年 | 闔府搶錢                   | 尹光                                         |                            |
| 1992年 | 血璽金刀                   | 陸披星                                       |                            |
| 1992年 | 武林幸運星                 | 燕北                                         |                            |
| 1992年 | 重案傳真                   | 醫生 何老闆                                  |                            |
| 1992年 | 壹號皇庭                   | 老闆                                         |                            |
| 1992年 | 風之刀                     | 華問世                                       |                            |
| 1992年 | 捉妖奇兵                   | 飼邪坊老闆                                   |                            |
| 1992年 | 極度空靈                   | 幹部                                         |                            |
| 1992年 | 九反威龍                   | 管理員                                       |                            |
| 1992年 | 拳王賭至尊                 | 七爺                                         |                            |
| 1992年 | 沖天小子                   | 的士司機                                     |                            |
| 1992年 | 我愛牙擦蘇                 | 石叔                                         |                            |
| 1992年 | 巨人                       | 漢叔                                         |                            |
| 1992年 | 他來自天堂                 | 鄭源                                         |                            |
| 1992年 | 水滸英雄傳                 | 謝都管                                       |                            |
| 1993年 | 武尊少林                   | 臣子                                         |                            |
| 1993年 | 妙探出更                   | 叔父                                         |                            |
| 1993年 | 壹號皇庭II                 | 看更                                         |                            |
| 1993年 | 天倫                       | 董事                                         |                            |
| 1993年 | 飛星尋龍                   | 王書記                                       |                            |
| 1993年 | 雌雄大老千                 | 麥先生                                       |                            |
| 1993年 | 金牙大狀                   | 六叔                                         |                            |
| 1993年 | 原振俠                     | 舞客                                         |                            |
| 1993年 | 龍兄鼠弟                   | 九大金剛 管工 職員                           |                            |
| 1993年 | 大頭綠衣鬥殭屍             | 店主                                         |                            |
| 1994年 | 烈火狂奔                   | 陸子雲                                       |                            |
| 1994年 | 壹號皇庭III                | 管理員                                       |                            |
| 1994年 | 再見亦是老婆               | 老漢                                         |                            |
| 1994年 | 獨臂刀客                   | 杜掌門                                       |                            |
| 1994年 | 黃飛鴻系列之鐵膽梁寬       | 張議員                                       |                            |
| 1994年 | 新重案傳真                 | 陳伯                                         |                            |
| 1994年 | 婚姻物語                   | 管理員                                       |                            |
| 1994年 | 孤星劍                     | 圓月老人                                     |                            |
| 1994年 | 生死訟                     | 看更                                         |                            |
| 1994年 | 清宮氣數錄                 | 福伯                                         |                            |
| 1994年 | 馬場大亨                   | 官員                                         |                            |
| 1994年 | 夢想成真                   | 祥叔                                         |                            |
| 1994年 | 千歲情人                   | 老闆                                         |                            |
| 1994年 | 小李飛刀                   | 心樹                                         |                            |
| 1994年 | 異度凶情                   | 王院長                                       |                            |
| 1995年 | 金牙大狀（貳）             | 智海大師                                     |                            |
| 1995年 | 刀馬旦                     | 柳爺                                         |                            |
| 1995年 | 包青天                     | 大夫 村民 張班主 族叔 枯木長老 江大叔 洪老爺 |                            |
| 1995年 | 總有出頭天                 | 平伯                                         |                            |
| 1995年 | O記實錄                    | 天叔                                         |                            |
| 1995年 | 一切從失蹤開始             | 紳士                                         |                            |
| 1995年 | 前世冤家                   | 看更                                         |                            |
| 1996年 | 殭屍福星                   | 村民 榮叔 大夫                               |                            |
| 1996年 | 天降財神                   | 相士                                         |                            |
| 1996年 | 聊齋                       | 大臣                                         |                            |
| 1996年 | 地獄天使                   | 古伯                                         |                            |
| 1996年 | 廉政行動組                 | 陳七                                         |                            |
| 1996年 | 十三密殺令                 | 大臣                                         | 1999年播出                 |
| 1996年 | 廉政行動1996               | 黎翰章                                       |                            |
| 1996年 | O記實錄II                  | 三叔                                         |                            |
| 1996年 | 有肥人終成眷屬             | 漢叔                                         |                            |
| 1996年 | 笑傲江湖                   | 周孤桐                                       |                            |
| 1996年 | 西遊記                     | 高莊主                                       |                            |
| 1996年 | 天地男兒                   | 伯伯                                         |                            |
| 1997年 | 圓月彎刀                   | 七叔 魔徒                                    |                            |
| 1997年 | 真命天師                   | 鄧老爺                                       |                            |
| 1997年 | 狀王宋世傑                 | 戴狀師                                       |                            |
| 1997年 | 天龍八部                   | 本觀大師                                     |                            |
| 1997年 | 樂壇插班生                 | 一燈大師                                     |                            |
| 1997年 | 大鬧廣昌隆                 | 福伯                                         |                            |
| 1997年 | 隱形怪傑                   | 管理員                                       |                            |
| 1997年 | 鑑證實錄                   | 工人                                         |                            |
| 1997年 | 濟公                       | 冬叔                                         |                            |
| 1997年 | 迷離檔案                   | 祥伯                                         |                            |
| 1997年 | 難兄難弟                   | 表佬                                         |                            |
| 1998年 | 聊齋（貳）                 | 大臣                                         |                            |
| 1998年 | 廉政行動1998               | 崔惠東                                       |                            |
| 1998年 | 外父唔怕做                 | 秀叔                                         |                            |
| 1998年 | 乾隆大帝                   | 史貽直                                       |                            |
| 1998年 | 烈火雄心                   | 九叔                                         |                            |
| 1998年 | 鹿鼎記                     | 張淡月                                       |                            |
| 1999年 | 狀王宋世傑（貳）           | 老翁                                         |                            |
| 1999年 | 千里姻緣兜錯圈             | 泳池清潔                                     |                            |
| 1999年 | 反黑先鋒                   | 看更                                         |                            |
| 1999年 | 非常保鑣                   | 看更                                         |                            |
| 1999年 | 刑事偵緝檔案IV             | 看更                                         |                            |
| 1999年 | 騙中傳奇                   | 老闆 任策生                                  |                            |
| 1999年 | 寵物情緣                   | 看更                                         |                            |
| 1999年 | 雙面伊人                   | 小吧乘客                                     |                            |
| 1999年 | 洗冤錄                     | 太醫                                         |                            |
| 1999年 | 茶是故鄉濃                 | 丁老闆                                       |                            |
| 1999年 | 鑑證實錄II                 | 管理員                                       |                            |
| 1999年 | 創世紀                     | 王校董                                       |                            |
| 2000年 | 楊貴妃                     | 官員 九叔                                    |                            |
| 2000年 | 生命有TAKE2                | 士多老闆                                     |                            |
| 2000年 | 碧血劍                     | 梁延棟                                       |                            |
| 2000年 | 十月初五的月光             | 中年男人                                     |                            |
| 2000年 | FM701                      | 老闆                                         |                            |
| 2000年 | 妙手仁心II                 | 何燦祥                                       |                            |
| 2001年 | 娛樂反斗星                 | 村長                                         |                            |
| 2001年 | 酒是故鄉醇                 | 途人 四叔 堅叔                               |                            |
| 2001年 | 倚天屠龍記                 | 空智                                         |                            |
| 2001年 | 美味情緣                   | 朱博益                                       |                            |
| 2001年 | 皆大歡喜                   | 何伯                                         |                            |
| 2001年 | 錦繡良緣                   | 龍下人／老僕                                 |                            |
| 2001年 | 尋秦記                     | 大夫                                         |                            |
| 2001年 | 封神榜                     | 管家                                         |                            |
| 2002年 | 皆大歡喜                   | 臭豆腐小販 綢緞老闆 老書生 孫太尉            |                            |
| 2002年 | 騎呢大狀                   | 村民 父老                                    |                            |
| 2002年 | 無考不成冤家               | 漢仔                                         |                            |
| 2002年 | 戇夫成龍                   | 財伯                                         |                            |
| 2002年 | 烈火雄心II                 | 管理員                                       |                            |
| 2002年 | 七號差館                   | 木材鋪老闆                                   | 海外首播，2011年翡翠台首播 |
| 2003年 | 九五至尊                   | 吉叔                                         |                            |
| 2003年 | 繾綣仙凡間                 | 大夫                                         |                            |
| 2003年 | 十萬噸情緣                 | 老人                                         |                            |

## 電影作品

### 編劇作品
- 如此人生（1954年）
- 歷盡艱辛一婦人（1954年）
- 梁山伯祝英台（1955年）
- 銀鳳（1955年）
- 大地回春（1956年）
- 杏花溪之戀（1956年）
- 甜姐兒（1957年）
- 淘氣千金（1959年）
- 風情尤物（1959年）
- 桃花扇（1961年）
- 雪花神劍（上集）（1964年）
- 雪花神劍（下集）（1964年）
- 一味靠滾（1964年）
- 雪花神劍（三集大結局）（1964年）
- 玉女英魂（下集）（1965年）
- 六指琴魔（下集）（1965年）
- 玉女英魂（上集）（1965年）
- 六指琴魔（上集）（1965年）
- 無字天書（1965年）
- 六指琴魔（大結局）（1965年）
- 金鼎游龍（1966年）
- 女賊黑野貓（1966年）
- 天劍絕刀（1967年）
- 甜甜蜜蜜的姑娘（1967年）
- 碧眼魔女（1967年）
- 我愛阿哥哥（1967年）
- 大師姐（1967年）
- 漁港恩仇（1967年）
- 女賊金燕子（1967年）
- 黑殺星（1967年）
- 大情人（1968年）
- 歡樂滿人間（1968年）
- 玉女心（1968年）
- 藍色酒店（1968年）
- 天劍絕刀（大結局）（1968年）
- 一劍香（1969年）
- 峨嵋霸刀（1969年）
- 總有一天捉到你（1970年）
- 三殺手（1970年）
- 大毛見小毛（1981年）

### 演出作品
- 花田錯（1962年）
- 楊乃武與小白菜（1963年）
- 啼笑姻緣（上集）（1964年）
- 血濺牡丹紅（1964年）
- 啼笑姻緣（下集）（1964年）
- 大地兒女（1965年）
- 萬古流芳（1965年）
- 老夫子三救傻仔明（1966年）...警察
- 報仇（1970年）
- 斷魂刀（1970年）
- 五虎屠龍（1970年）
- 龍虎鬥（1970年）
- 那個不多情（1970年）
- 冰天俠女（1971年）
- 鍾馗娘子（1971年）
- 劍女幽魂（1971年）
- 鬼怒川（1971年）
- 飛俠神刀（1971年）
- 無敵鐵沙掌（1971年）
- 拳擊（1971年）
- 六刺客（1971年）
- 俠士行（1971年）
- 鬼流星（1971年）
- 新獨臂刀（1971年）
- 女殺手（1971年）
- 雙俠（1971年）
- 鬼太監（1971年）
- 夕陽戀人（1971年）
- 馬永貞（1972年）
- 玉女嬉春（1972年）
- 仇連環（1972年）
- 少奶奶的絲襪（1972年）
- 淘氣公主（1972年）
- 大軍閥（1972年）
- 餓虎狂龍（1972年）
- 吉祥賭坊（1972年）
- 天下第一拳（1972年）
- 四騎士（1972年）
- 黑店（1972年）
- 香港過客（1972年）
- 愛奴（1972年）
- 娃娃夫人（1972年）
- 群英會（1972年）
- 我們要洞房（1972年）
- 水滸傳（1972年）
- 雨中花（1972年）
- 風月奇譚（1972年）...（三）登的朋友
- 霹靂拳（1972年）
- 落葉飛刀（1972年）
- 壁虎（1972年）
- 仙女下凡（1972年）
- 黃飛鴻（1973年）
- 七十二家房客（1973年）
- 鐵娃（1973年）
- 叛逆（1973年）
- 大海盜（1973年）
- 毒女（1973年）
- 五雷轟頂（1973年）
- 警察（1973年）
- 大刀王五（1973年）
- 一嬌二俏三更妙（1973年）
- 男子漢（1973年）
- 目中無人（1973年）
- 血証（1973年）
- 江湖行（1973年）
- 捉鼠記（1974年）
- 哪吒（1974年）
- 艷女還魂（1974年）
- 惡虎村（1974年）
- 鬼馬雙星（1974年）
- 四王一后（1974年）
- 五虎將（1974年）
- 天網（1974年）
- 朱門怨（1974年）
- 金瓶雙艷（1974年）
- 大蛟龍（1974年）
- 朋友（1974年）
- 成記茶樓（1974年）
- 鬼眼（1974年）
- 少林子弟（1974年）
- 洪拳與詠春（1974年）
- 五大漢（1974年）
- 多咀街（1974年）
- 慾魔（1974年）
- 情鎖（1975年）
- 新啼笑姻緣（1975年）
- 惡霸（1975年）
- 金毛獅王（1975年）
- 傾國傾城（1975年）
- 廉政風暴（1975年）...劉長偉探長
- 大哥成（1975年）
- 艷窟神探（1975年）
- 七面人（1975年）
- 逃亡（1975年）
- 花飛滿城春（1975年）
- 港澳傳奇（1975年）
- 大千世界（1975年）
- 女金剛鬥狂龍女（1975年）
- 扭計祖宗陳夢吉（1975年）
- 心魔（1975年）
- 大劫案（1975年）
- 索命（1976年）
- 李小龍與我（1976年）...記者
- 飛龍斬（1976年）
- 丁一山（1976年）
- 賭王大騙局（1976年）
- 大毒后（1976年）
- 蛇王子（1976年）
- 瀛台泣血（1976年）
- 油鬼子（1976年）
- 流星蝴蝶劍（1976年）
- 香港奇案之二《兇殺》（1976年）
- 鱷潭群英會（1976年）
- 床上的故事（1977年）
- 架步串女古惑仔（1977年）
- 殘酷姦殺案（1979年）...齊隊長
- 亡命嬌娃（1979年）
- 阿福與土佬（1980年）...凌東尼
- 新天龍八部（1982年）
- 獸心（1982年）
- 奇謀妙計五福星（1983年）
- 布衣神相（1984年）...騙子
- 鬼馬神偷（1984年）
- 游俠情（1984年）
- 洪拳大師（1984年）
- 少年蘇乞兒（1985年）
- 現代豪放女（1985年）
- 天官賜福（1985年）
- 霹靂十傑（1985年）
- 平安夜（1985年）
- 水兒武士（1985年）
- 肥貓流浪記（1988年）
- 精裝追女仔之3狼之一族（1989年）
- 奇蹟（1989年）
- 浪漫殺手自由人（1990年）
- 摩登襯家（1990年）
- 天地玄門（1991年）
- 音樂殭屍（1992年）
- 唐伯虎點秋香（1993年）
- 倫文敘老點柳先開（1994年）
- 天崖追兇（1994年）
- 九品芝麻官白面包青天（1994年）...仵作
- 慈禧秘密生活（1995年）

## 外部連結
- 凌漢在互联网电影资料库（IMDb）上的資料（英文）（英文）
- 凌漢在香港影庫上的簡介
- 凌漢在时光网上的簡介（简体中文）